# Adams Division
La Adams Division della National Hockey League fu fondata nel 1974 come parte della Prince of Wales Conference. La Division andò avanti per 19 stagioni fino al 1993.
Il suo nome fu attribuito in onore di Charles Francis Adams, fondatore dei Boston Bruins. Fu l'antecedente della Northeast Division.

## Campioni di Division nella stagione regolare
- 1974-75 -  Buffalo Sabres (49-16-15, 113 pt.)
- 1975-76 -  Boston Bruins (48-15-17, 113 pt.)
- 1976-77 -  Boston Bruins (49-23-8, 106 pt.)
- 1977-78 -  Boston Bruins (51-18-11, 113 pt.)
- 1978-79 -  Boston Bruins (43-23-14, 100 pt.)
- 1979-80 -  Buffalo Sabres (47-17-16, 110 pt.)
- 1980-81 -  Buffalo Sabres (39-20-21, 99 pt.)
- 1981-82 -  Montreal Canadiens (46-17-17, 109 pt.)
- 1982-83 -  Boston Bruins (50-20-10, 110 pt.)
- 1983-84 -  Boston Bruins (49-25-6, 104 pt.)

- 1984-85 -  Montreal Canadiens (41-27-12, 94 pt.)
- 1985-86 -  Quebec Nordiques (43-31-6, 92 pt.)
- 1986-87 -  Hartford Whalers (43-30-7, 93 pt.)
- 1987-88 -  Montreal Canadiens (45-22-13, 103 pt.)
- 1988-89 -  Montreal Canadiens (53-18-9, 115 pt.)
- 1989-90 -  Boston Bruins (46-25-9, 101 pt.)
- 1990-91 -  Boston Bruins (44-24-11, 100 pt.)
- 1991-92 -  Montreal Canadiens (41-28-11, 93 pt.)
- 1992-93 -  Boston Bruins (51-26-7, 109 pt.)

## Campioni di Division nei Playoff
- 1981-82 -  Quebec Nordiques
- 1982-83 -  Boston Bruins
- 1983-84 -  Montreal Canadiens
- 1984-85 -  Quebec Nordiques
- 1985-86 -  Montreal Canadiens
- 1986-87 -  Montreal Canadiens
- 1987-88 -  Boston Bruins
- 1988-89 -  Montreal Canadiens
- 1989-90 -  Boston Bruins
- 1990-91 -  Boston Bruins
- 1991-92 -  Boston Bruins
- 1992-93 -  Montreal Canadiens

## Vincitori della Stanley Cup prodotti
- 1985-86 -  Montreal Canadiens
- 1992-93 -  Montreal Canadiens

## Vincitori della Presidents' Cup prodotti
- 1989-90 -  Boston Bruins

## Vittorie della Division per squadra
| Squadra            | Titoli vinti | Ultima vittoria |
| ------------------ | ------------ | --------------- |
| Boston Bruins      | 9            | 1993            |
| Montreal Canadiens | 5            | 1992            |
| Buffalo Sabres     | 3            | 1981            |
| Hartford Whalers   | 1            | 1987            |
| Quebec Nordiques   | 1            | 1986            |